# 俞广仁
俞广仁（Bishop Edgar Anton Häring, O.F.M. 1894年5月11日—1971年7月25日），天主教朔州教区主教（1927年7月15日-1971年7月25日），德国方济各会会士。
1894年5月11日，俞广仁出生在德国弗里特林根。1913年（18岁）入方济各会。1920年9月19日，26岁晋升神甫。赴中國传教。1927年7月15日（33岁）由教廷任命为天主教朔州宗座监牧。1933年4月25日，升为朔州宗座代牧，领Anthedon 主教衔 。同年8月27日，由太原鳳朝瑞主教、大同Franciscus Joosten主教、汾阳刘锦文主教祝圣 。1946年4月11日，罗马教廷建立中国圣统制，俞广仁任朔州教区主教。
1971年7月25日，俞广仁主教去世，年77岁。